# Hans Magnus Enzensberger
Hans Magnus Enzensberger (Kaufbeuren, 11 novembre 1929 – Monaco di Baviera, 24 novembre 2022) è stato uno scrittore, poeta, traduttore   ed editore tedesco. Scrisse anche sotto gli pseudonimi di Andreas Thalmayr, Linda Quilt, Elisabeth Ambras  e Giorgio Pellizzi
Enzensberger era considerato una delle figure letterarie fondatrici della Repubblica federale di Germania e scrisse più di 70 libri, con opere tradotte in 40 lingue. Fu uno degli autori principali del Gruppo 47 e influenzò il movimento studentesco della Germania occidentale del 1968. Ha ricevuto, tra molti altri, il Premio Georg Büchner e il Pour le Mérite.

## Biografia
Enzensberger nacque nel 1929 a Kaufbeuren, una piccola città della Baviera, primogenito di quattro figli. Suo padre, Andreas Enzensberger, lavorava come tecnico delle telecomunicazioni e poi come capo della posta, sua madre, Leonore (Ledermann) Enzensberger, era maestra d'asilo.  Enzensberger faceva parte dell'ultima generazione di intellettuali la cui scrittura è stata modellata dall'esperienza diretta della Germania nazista. La famiglia Enzensberger si trasferì a Norimberga nel 1931. Julius Streicher, fondatore ed editore dell'antisemita Der Stürmer, era loro vicino di casa. Hans Magnus si unì alla Gioventù hitleriana nella sua adolescenza, ma fu espulso poco dopo. "Sono sempre stato incapace di essere un buon compagno. Non riesco a stare in riga. Non è nel mio carattere. Può essere un difetto, ma non posso farne a meno".
Nel 1949, dopo aver completato la maturità a Nördlingen, Enzensberger  studiò letteratura e filosofia presso le università di Erlangen, Friburgo in Brisgovia, Amburgo e alla Sorbona di Parigi, ottenendo un dottorato nel 1955 per una tesi sulla poesia di Clemens Brentano. Fino al 1957 lavorò come scrittore radiofonico a Stoccarda con Alfred Andersch, criticando una volta lo stile linguistico di Der Spiegel. Partecipò a diverse riunioni del Gruppo 47, un'istituzione che ha plasmato la cultura della Germania dopo la seconda guerra mondiale, diventandone uno dei principali autori.

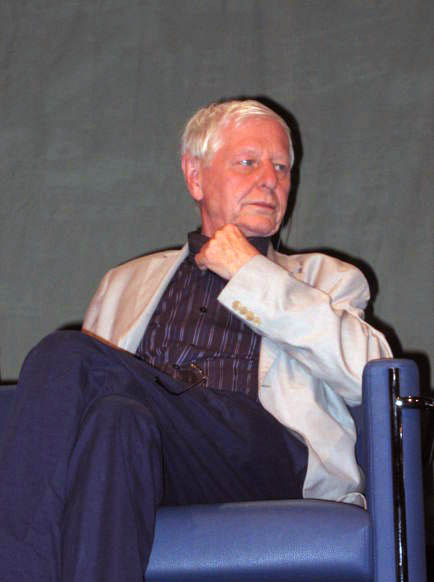
Hans Magnus Enzensberger a Varsavia nel maggio 2006

Nel decennio 1965-1975 pubblicò la rivista "Kursbuch". Dal 1985 pubblicò continuativamente a Francoforte la prestigiosa collana di libri Die Andere Bibliothek (L'altra biblioteca). La collana conta attualmente circa 250 titoli. Enzensberger fondò inoltre il mensile TransAtlantik. I suoi libri sono stati tradotti in più di 40 lingue. In Italia è conosciuto, oltre che per essere stato citato nel film Caro diario di Nanni Moretti (come modello di intellettuale che rifiuta di assoggettarsi al mezzo televisivo), soprattutto per il libro per bambini Il mago dei numeri, che racconta in modo divertente e romanzato alcuni argomenti della matematica, diventato un best seller anche per gli adulti. Nel suo libro Il perdente radicale (2006) egli espresse dure critiche verso l'Islam.

## Stile
In molte delle sue poesie Enzensberger ha adottato un registro ironico e sarcastico. Per esempio, la poesia "Classe media blues" è composta da un elenco di luoghi comuni tipici della classe media intervallati dalla frase "non ci possiamo lamentare" ripetuta svariate volte, e si conclude con una domanda: "ma che stiamo aspettando?"
Molte di queste poesie, inoltre, hanno trattato polemicamente tematiche socio-economiche. Enzensberger ha vissuto molti anni nella Cuba di Fidel Castro. Benché sia stato principalmente un poeta e un saggista, Enzensberger ha realizzato anche opere teatrali, cinematografiche, radiodrammi, reportage, traduzioni, romanzi e libri per bambini.

## Vita privata
Aveva tre fratelli minori: Christian era un anglista e morì nel 2009. Ulrich era un membro fondatore della comunità residenziale di Berlino Kommune I e ha lavorato come autore. Il fratello Martin è morto di cancro ai polmoni a metà degli anni '80.

## Opere
Poesie
- (DE)  Verteidigung der Wölfe, 1957
- (DE)  Mausoleum. 37 Balladen aus der Geschichte des Fortschritts, 1975
- (DE)  Der Untergang der Titanic, 1978
- (DE)  Zukunftsmusik, 1991

Saggi
- (DE)  Politik und Verbrechen, 1964
- (DE)  Deutschland, Deutschland unter anderm. Äußerungen zur Politik, 1967
- (EN)  Constituents of a Theory of the Media, 1970
- (DE)  Gespräche mit Marx und Engels, 1970
- (DE)  Palaver. Politische Überlegungen, 1974
- (DE)  Politische Brosamen, 1982
- (DE)  Die große Wanderung, 1992
- (DE)  Zickzack, 1997
- (DE)  Zickzack, 2000
- (DE)  Schreckens Männer. Versuch über den radikalen Verlierer, 2006

Prose
- (DE)  Das Verhör von Habana, 1970
- (DE)  Der kurze Sommer der Anarchie. Buenaventura Durrutis Leben und Tod, 1972
- (DE)  Ach, Europa! Wahrnehmungen aus sieben Ländern, 1987

Romanzi
- (DE)  Wo warst du, Robert?, 1998

Teatro
- (DE)  Die Tochter der Luft, 1992

### Opere tradotte in italiano
- Parli sempre di soldi!, traduzione di Isabella Amico di Meane, illustrazioni di Riccardo Guasco, Torino, Giulio Einaudi Editore, 2017, ISBN 978-8806229306.
- Considerazioni del signor Z, 2015, Torino, Einaudi.
- Il mostro buono di Bruxelles, 2013, Torino, Einaudi.
- Josefine e io, 2010, Torino, Einaudi, trad. di Valentina Tortelli
- Hammerstein o dell'ostinazione, 2008, Torino, Einaudi, trad. di Valentina Tortelli
- Nel labirinto dell'intelligenza, 2008, Torino, Einaudi, trad. di Emilio Picco
- Storie raccapriccianti di bambini prodigio: sette casi che possono servire da monito agli ignari genitori, 2007, Torino, Einaudi, trad. di Alessandra Montrucchio
- Che noia la poesia. Pronto soccorso per lettori stressati, 2006, Torino, Einaudi, trad. di Enrico Ganni
- Il perdente radicale, 2007, Torino, Einaudi, trad. di Emilio Picco
- Gli elisir della scienza. Sguardi trasversali in poesia e in prosa, 2004, Torino, Einaudi, trad. di Vittoria Alliata
- introduzione a Una donna a Berlino. Diario aprile-giugno 1945, 2004, Torino, Einaudi, trad. di Palma Severi
- Esterhazy. Storia di un coniglio, 2002, Torino, Einaudi, trad. di Enrico Ganni
- Il teatro dell'intelligenza, 2002, Novara, Interlinea, trad. di Anna Maria Carpi
- Più leggeri dell'aria: poesie morali, 2001, Torino, Einaudi, trad. di Anna Maria Carpi
- Zig Zag. Saggi sul tempo, il potere e lo stile, 2000
- Ma dove sono finito? Sette viaggi straordinari nel tempo e nello spazio, 1998, Torino, Einaudi, trad. di Enrico Ganni
- Politica e crimine. Nove saggi, 1998, Torino, Bollati Boringhieri, trad. di Daniela Zuffellato
- Il mago dei numeri, 1997, Torino, Einaudi, trad. di Enrico Ganni
- Musica del futuro, 1997, Torino, Einaudi, trad. di Anna Maria Carpi
- Abbasso Goethe, 1996, Roma, Donzelli, trad. di Camilla Miglio
- Prospettive sulla guerra civile, 1994, Torino, Einaudi, trad. di Daniela Zuffellato
- La figlia dell'aria, 1994, Milano, Garzanti, trad. di Claudio Groff
- La grande migrazione, 1993, Torino, Einaudi, trad. di Paola Sorge
- Mediocrità e follia: considerazioni sparse, 1991, Milano, Garzanti, trad. di Emilio Picco
- Per non morire di televisione, 1990, Milano, Lupetti, trad. di Renato Cristin
- Ah Europa! Rilevazioni da sette paesi con un epilogo dell'anno 2006, 1989, Milano, Garzanti, trad. di Claudio Groff
- Dialoghi tra immortali. Morti e viventi, 1989, Milano, SE; 1992, Milano, Mondadori, trad. di Claudio Groff
- In difesa della normalità e altri scritti, 1988, Milano, SE, trad. di Claudio Groff
- La furia della caducità, 1987, Milano, SE, trad. di Claudio Groff
- Sulla piccola borghesia: un ‘capriccio sociologico’, seguito da altri saggi, 1983, Milano, Il Saggiatore, trad. di Laura Bocci
- La fine del Titanic. Commedia, 1980, Torino, Einaudi, trad. di Vittoria Alliata
- Politica e gangsterismo: quattro saggi su criminalità comune e strutture di potere, dalla Chicago degli anni 20 alla Roma degli anni 50, 1979, Roma, Savelli, trad. di Franco Montesanti
- Mausoleum: 37 ballate tratte dalla storia del progresso, 1979, Torino, Einaudi, trad. di Vittoria Alliata
- Politica e terrore: le antiche e oscure relazioni tra l'omicidio e l'attività politica, in quattro saggi, 1978, Roma, Savelli, trad. di Franco Montesanti
- Colloqui con Marx ed Engels, 1977, Torino, Einaudi
- Palaver. Azioni politiche, 1976, Torino, Einaudi, trad. di Anna Maria Marietti o Anna Solmi
- La breve estate dell'anarchia. Vita e morte di Buenaventura Durruti, 1973, Milano, Feltrinelli, trad. di Renato Pedio
- Interrogatorio all'Avana, 1971, Milano, Feltrinelli, trad. di Bruna Bianchi e Mario Rubino
- Letteratura e/o rivoluzione, 1970, Milano, Feltrinelli, trad. di Lapo Berti
- Questioni di dettaglio. Poesia, politica e industria della cultura, 1965, Milano, Feltrinelli; 1998, Roma, e/o, trad. di Giovanni Piana
- Poesie per chi non legge poesia, 1964, Milano, Feltrinelli, trad. di Franco Fortini e Ruth Leiser

## Premi
- 1963 – Georg-Büchner-Preis
- 1985 – Heinrich-Böll-Preis
- 1993 – Erich-Maria-Remarque-Friedenspreis (premio per la pace)
- 1998 – Heinrich-Heine-Preis
- 2002 – Premio Lerici Pea
- 2007 – Premio letterario Merck Serono
- 2010 – Premio Sonning